# NGC 4711
NGC 4711 (другие обозначения — IC 3804, UGC 7973, MCG 6-28-33, ZWG 188.22, IRAS12463+3536, PGC 43286) — спиральная галактика (Sbc) в созвездии Гончих Псов. Открыта Уильямом Гершелем в 1785 году.
Этот объект входит в число перечисленных в оригинальной редакции «Нового общего каталога».
На фотографиях DSS видна спиральная галактика, наклонённая к лучу зрения, с ядром, немного более ярким, чем диск, и яркими, зернистыми спиральными рукавами. Хотя спиральная структура достаточно симметрична, рукава более яркие на северо-востоке. При визуальном наблюдении в любительский телескоп со средней апертурой видна достаточно яркая галактика, лучше всего наблюдающаяся при среднем увеличении. Это овальное пятно света, довольно хорошо очерченное, ориентированное с северо-востока на юго-запад, довольно матовое; его яркость очень постепенно нарастает к центру. На угловом расстоянии 6,25′ к восток-юго-востоку — яркая звезда поля. Радиальная скорость: 4095 км/с. Расстояние: 183 млн световых лет. Диаметр: 80 тыс. световых лет.
Предположительно составляет физическую пару с галактикой NGC 4687, находящейся на расстоянии 16,8′.
В центре галактики имеется искажение в полях скоростей в линии Hα. В некоторых источниках галактика отмечена как имеющая перемычку, что, вероятно, объясняет эти особенности. Они не видны в полях скоростей в линиях молекулярных вращательных переходов молекулы CO.